# Fanaloka
Fanaloka (Fossa fossana) är ett rovdjur och enda art i släktet Fossa i familjen Eupleridae. Det liknar genetter i utseende. Arten förekommer endemiskt på Madagaskar.

## Kännetecken
Djuret når en kroppslängd mellan 40 och 45 centimeter. Därtill kommer svansen som är 20 till 30 centimeter lång. Hanar blir ungefär 2 kilogram tung och honor når en vikt av 1,5 kilogram. De har alltså ungefär samma storlek som en tamkatt. Fanalokan har en klumpig kropp med korta smala extremiteter. Huvudet liknar med sin långdragen nos rävens huvud.
Djurets päls är gråbrun (ibland lite rödaktig) och på undersidan ljusare. På denna grundfärg förekommer 8 rader av mörka punkter på ryggens topp samt glest fördelade punkter på andra ställen av bålen. Den yviga svansen är grå med bruna tvärband. Fanalokan har förmåga att spara fettreserver i svansen.
Arten saknar en doftkörtel vid sin anus.

## Utbredning och levnadssätt
Fanalokan förekommer på östra Madagaskar. Den lever både i slättlandets regnskogar och i bergsregioner med torra skogar. Arten hittas ofta nära vattendrag eller i områden som liknar marskland.
Dessa djur är huvudsakligen aktiva på natten. De vilar i håligheter i träd, mellan träklumpar på marken eller under överhängande klippor. De vistas huvudsakligen på marken men har även bra förmåga att klättra i träd. När honan inte är brunstig lever varje exemplar ensam. Nästan könsmogna ungdjur kan göra utflykter tillsammans med modern.
Fanalokan livnär sig huvudsakligen av kött. Den äter till exempel kräftor, maskar, groddjur och mindre däggdjur (gnagare, tanrekar). Det antas att den i mindre mått äter frukter.

## Fortplantning
Efter dräktigheten som varar i cirka tre månader (82-89 dagar) föder honan vanligtvis en enda unge mellan oktober och januari. Nyfödda ungar har öppna ögon och kan efter några dagar gå. Efter två till tre månader sluter honan att ge di. Cirka ett år efter födelsen lämnar ungdjuret moderns territorium. En fanaloka i fångenskap levde 11 år.

## Hot
IUCN listar arten idag som sårbar (vulnerable). Beståndet hotas av förstöring av djurets levnadsområde genom skogsröjning. Dessutom jagas de ibland av landets befolkning. Ett annat problem är införda konkurrenter som tamhundar och sibetkatten (Viverricula indica).

## Systematik
Fanalokan räknades tidigare till familjen viverrider men ingår idag i familjen Eupleridae. Tillsammans med arterna fossa och falanok bildar djuret underfamiljen Euplerinae.
Det vetenskapliga namnet för djurets släkte är Fossa, därför förväxlas fanalokan ibland med arten fossa. Troligtvis berodde även artens vetenskapliga benämning på en sammanblandning. Enligt reglerna för vetenskapliga namn som uppställs av International Code of Zoological Nomenclature (ICZN) kan namnet inte ändras.